# Качори (гміна)
Гміна Качори (пол. Gmina Kaczory) — місько-сільська гміна у північно-західній Польщі. Належить до Пільського повіту Великопольського воєводства.
Станом на 31 грудня 2011 у гміні проживало 7804 особи.

## Територія
Згідно з даними за 2007 рік площа гміни становила 150.01 км², у тому числі:
- орні землі: 48.00%
- ліси: 42.00%

Таким чином, площа гміни становить 11.84% площі повіту.

## Населення
Станом на 31 грудня 2011:
| Опис     | Загалом | Загалом | Чоловіки | Чоловіки | Жінки | Жінки |
| -------- | ------- | ------- | -------- | -------- | ----- | ----- |
| одиниця  | осіб    | %       | осіб     | %        | осіб  | %     |
| все      | 7804    | 100     | 3872     | 49.62    | 3932  | 50.38 |
| міське   | 0       | 100     | 0        |          | 0     |       |
| сільське | 7804    | 100     | 3872     | 49.62    | 3932  | 50.38 |

## Сусідні гміни
Гміна Качори межує з такими гмінами: Висока, Краєнка, Мястечко-Краєнське, Піла, Уйсце, Ходзеж.